# Hanky Panky (album)
Pour les articles homonymes, voir Hanky Panky.
Albums de The The
Solitude
(1993) NakedSelf
(2000)
Hanky Panky est le cinquième album studio de The The, sorti le 14 février 1995.
L'album, composé de reprises de chansons d'Hank Williams, s'est classé 28e au UK Albums Chart.

## Liste des titres
Toutes les chansons sont écrites et composées par Hank Williams. Les arrangements sont de Matt Johnson et D. C. Collard.
| No  | Titre                          | Durée |
| --- | ------------------------------ | ----- |
| 1.  | Honky Tonkin'                  | 3:36  |
| 2.  | Six More Miles                 | 0:57  |
| 3.  | My Heart Would Know            | 3:32  |
| 4.  | If You'll Be a Baby to Me      | 0:59  |
| 5.  | I'm a Long Gone Daddy          | 4:41  |
| 6.  | Weary Blues from Waitin'       | 2:47  |
| 7.  | I Saw the Light                | 2:38  |
| 8.  | Your Cheatin' Heart            | 3:43  |
| 9.  | I Can't Get You Off of My Mind | 2:58  |
| 10. | There's a Tear in My Beer      | 3:22  |
| 11. | I Can't Escape from You        | 4:16  |

## Personnel
- Matt Johnson - chant, guitare, basse
- Eric Schermerhorn - guitare électrique, guitare slide
- Gail Ann Dorsey - basse
- Reverend Brian McLeod - batterie
- Gentleman Jim Fitting - harmonica
- D.C. Collard - mélodica traité, arrangements